# Tlenek manganu(IV)
Tlenek manganu(IV), ditlenek manganu, MnO
2 – nieorganiczny związek chemiczny z grupy tlenków, w którym mangan występuje na IV stopniu utlenienia.

## Otrzymywanie
Tlenek manganu(IV) można otrzymać przez ogrzewanie azotanu manganu(II) (Mn(NO
3)
2) do temperatury 145–160 °C. W jeszcze wyższych temperaturach, powyżej 500 °C, rozkłada się do Mn
2O
3 i wolnego tlenu.

## Występowanie

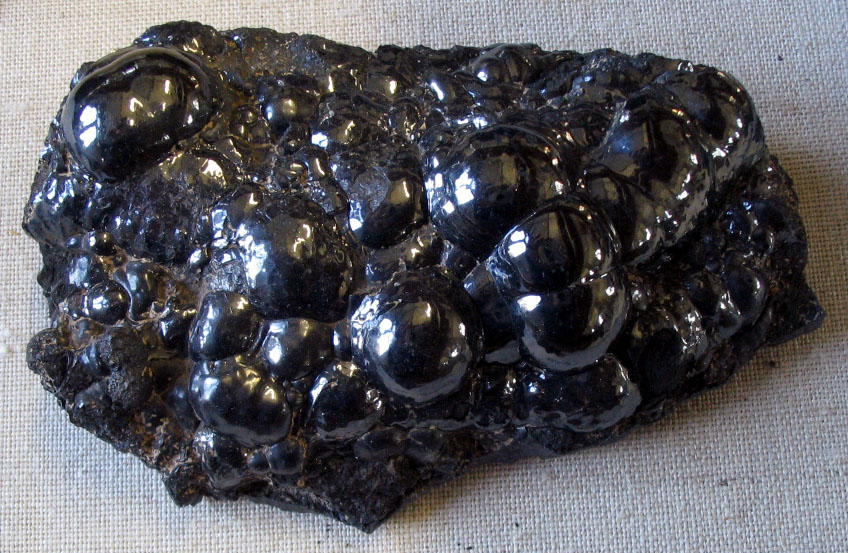
Piroluzyt

Tlenek manganu(IV) jest głównym składnikiem braunsztynu, najważniejszej rudy manganu. Minerały zawierające MnO
2 to piroluzyt, polionit, psylomelan.

## Właściwości
W temperaturze pokojowej jest ciałem stałym o barwie szaroczarnej, brunatnoczarnej lub czarnej. Wykazuje cechy amfoteryczne. Dawniej znany był jako antychlor, ponieważ wypiera wolny chlor z chlorków i kwasu solnego:
MnO
2 + 4 HCl → MnCl
2 + Cl
2 + 2H
2O
Stało się to podstawą metody otrzymywania chloru na skalę przemysłową poprzez reakcję gorącego kwasu solnego z piroluzytem.
Tlenek manganu(IV) jest katalizatorem niektórych reakcji, m.in. rozkładu nadtlenku wodoru, a w mieszaninie z tlenkiem miedzi(II) przyspiesza utlenianie tlenku węgla do dwutlenku węgla, co wykorzystywane jest do oczyszczania powietrza (np. w pochłaniaczach masek przeciwgazowych).
Hydrat tlenku manganu(IV) ma postać czarnej lub brunatnej substancji, strącającej się z roztworów soli manganu(II) pod wpływem podchlorynów lub podbrominów, a także przy redukcji w środowisku obojętnym lub zasadowym nadmanganianem potasu.

## Zastosowania
Dodawany bywa w przemyśle szklarskim do stopionej masy szklanej w celu odbarwiania szkła. Tworzą się wówczas krzemiany manganu(III) przy równoczesnym utlenianiu niewielkich ilości węgla i siarczków. Ponadto czerwonofioletowa barwa krzemianu manganu(III) dopełnia się do zieleni krzemianów żelaza(II), przez co maskowana jest zielona barwa szkła.
Stosowany jest w ogniwach (bateriach jednorazowych), np. w ogniwach Leclanchégo i ogniwach alkalicznych. Pełni w nich rolę odpowiednio depolaryzatora i utleniacza w reakcjach katodowych:
ogniwo Leclanchégo: 2MnO
2 + H
2 → Mn
2O
2 + H
2O
ogniwo alkaliczne: 2MnO
2 + H
2O + 2e−
 → Mn
2O
3 + 2OH−

Z piroluzytu można otrzymać metaliczny mangan przez redukcję tego związku glinem. Metoda ta jednak nie daje dobrych rezultatów, jeśli niezbędny jest metal o większej czystości. Do tego celu stosuje się elektrolizę soli manganu.